# Televisión Pública Argentina
Televisión Pública Argentina è l'emittente televisiva pubblica dell'Argentina. Ha iniziato le trasmissioni nel 1951, rendendo il paese sudamericano tra i primi al mondo a dotarsi di un servizio televisivo regolare.

## Storia

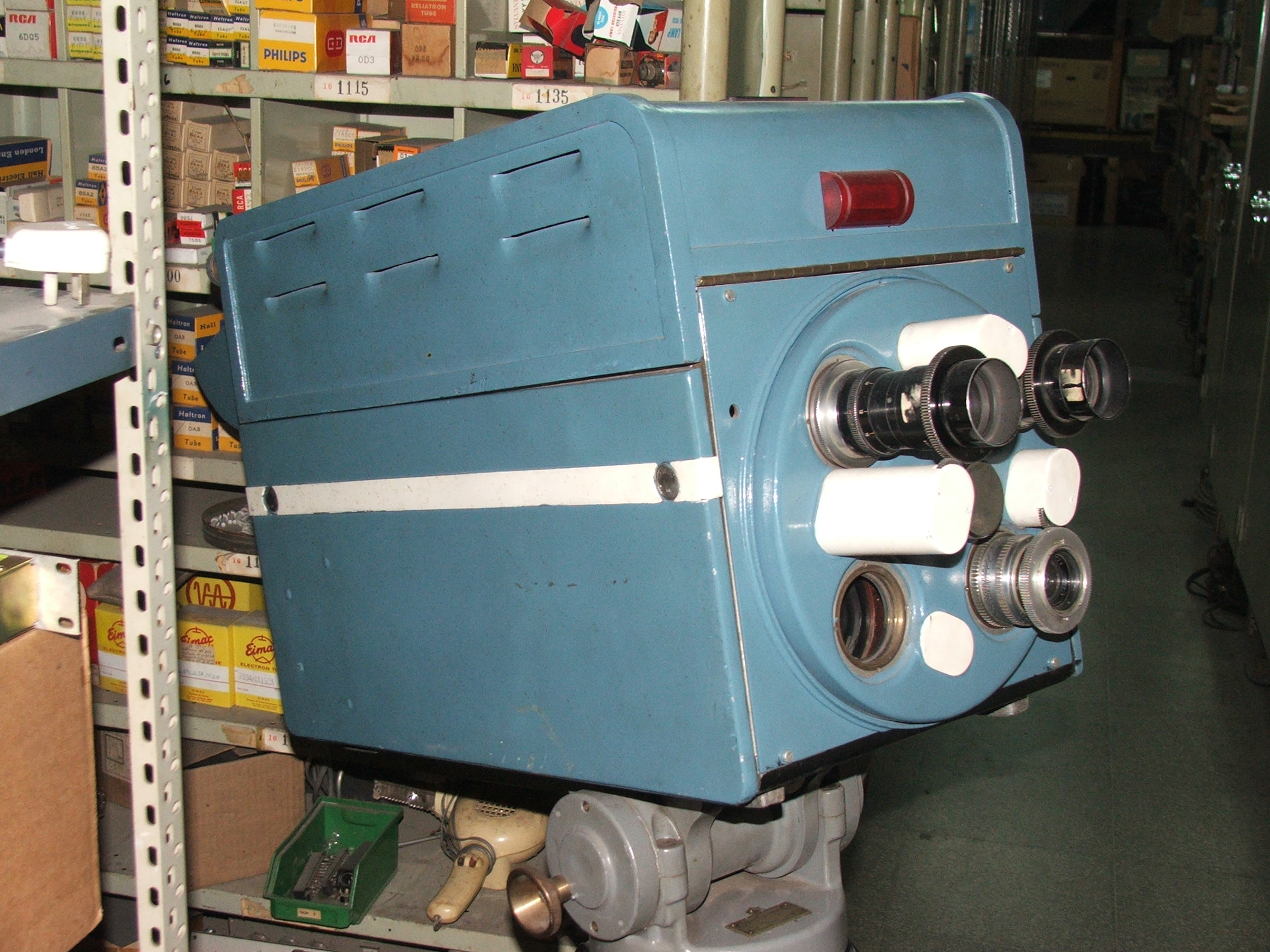
La prima telecamera utilizzata da Canal 7, all'epoca Radio Belgrano TV.

Jaime Yankelevich, uomo d'affari e operatore della LR3 Radio Belgrano, decise di lanciare la televisione in Argentina, perciò chiese alla famiglia Peron di importare in paese apparecchietaure televisive dagli USA. Dopo molti preparativi, il 24 settembre 1951 iniziarono le trasmissioni sperimentali: in quei giorni di test i diffusori furono installati dapprima a un raggio di 500 metri per poi estendersi rapidamente a 72 chilometri.
Per volontà di Evita Perón, il 17 ottobre 1951 iniziarono le trasmissioni regolari come LR3 Radio Belgrano Television sul canale 7 VHF di Buenos Aires, con l'inaugurazione durante l'anniversario del giorno della lealtà. In tutto il paese furono installati più di 2.500 televisori per seguire gli eventi, dato che anche Eva riuscì ad alzarsi da letto e a partecipare, seppur sotto pesanti dosi di tranquillanti. A partire dal 4 novembre successivo le trasmissioni iniziavano alle 17:30 per terminare alle 23:30.
Dopo una breve parentesi in mano a privati, nel 1961 radio e televisione divennero entità separate. Fu in questa occasione che l'emittente televisiva si rinominò in Canal 7, una denominazione diventata "storica" che, dopo una pausa tra il 1979 e il 1999, venne mantenuta fino al 2007.

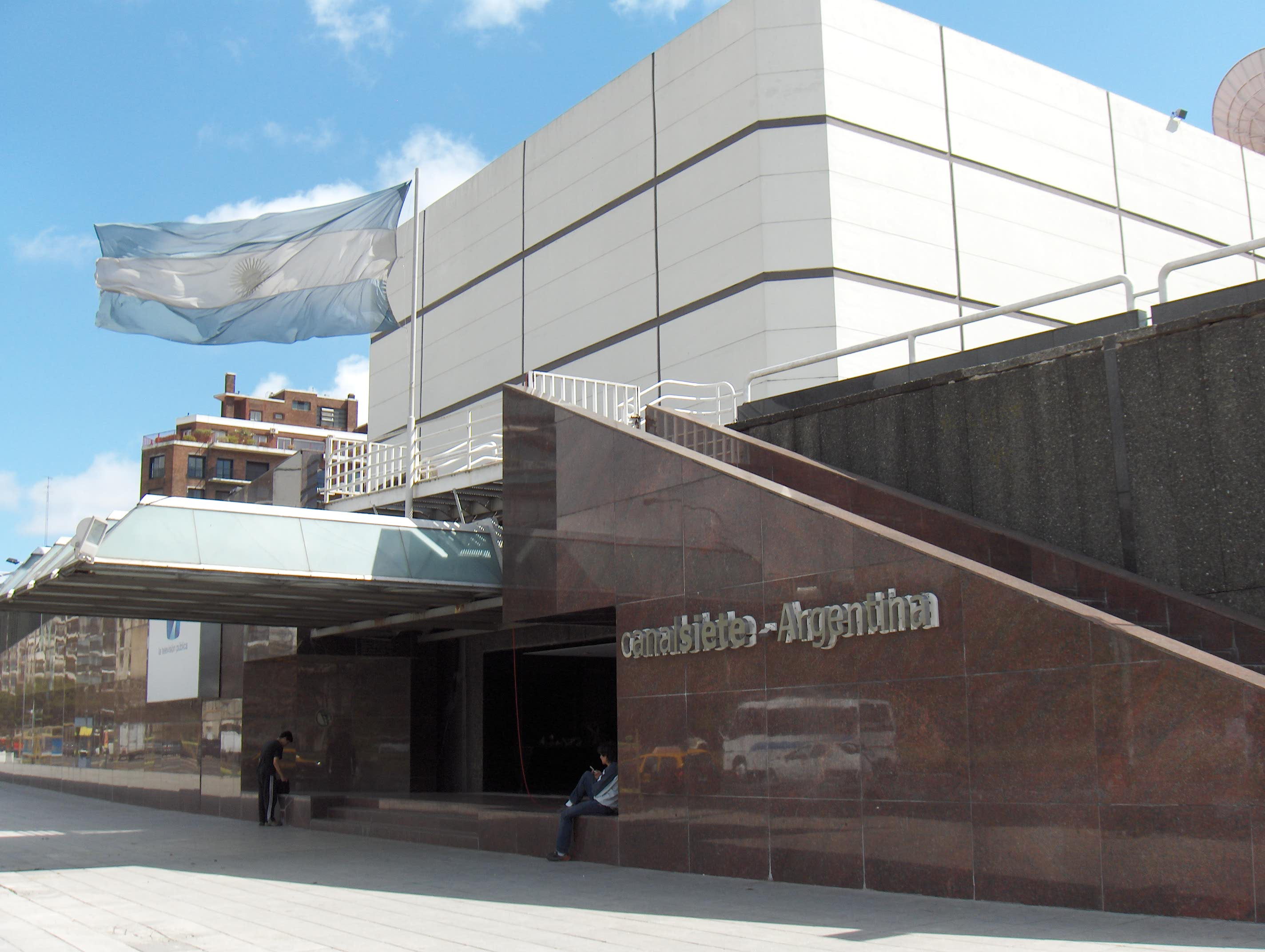
Gli studi attuali della Televisión Pûblica, costruiti nel 1978

Le trasmissioni a colori, con sistema PAL, furono introdotte nel 1978 in occasione dei mondiali di calcio in Argentina. Per questo motivo, il 3 maggio 1979 la rete ebbe una rivoluzione della veste grafica, cambiando nome in ATC (Argentina Televisora Color). Nello stesso periodo vennero realizzati i nuovi e attuali studi televisivi a Buenos Aires. Durante la prima metà degli anni 80, prima dell'ascesa di Canal 9 Libertad, l'ATC s'impose in testa alla classifica delle televisioni più viste nel paese, riportando programmazioni di vario tipo, tra cui vari reportage durante la guerra delle Falkland. Tuttavia, negli anni 90, iniziò un declino dell'emittente pubblica, che in questo periodo rischiò anche di essere ceduta in mano a privati.
Sotto la presidenza di Fernando de la Rúa, nel 2000 l'ATC iniziò a risollevarsi, ritornando al nome di Canal 7. Venne inoltre realizzato il National System of Public Media, che si occupa della gestione e del finanziamento del canale, rinomato Radio y Televisión Argentina Sociedad del Estado nel 2009. Nel 2007, con il cambio di presidente di rete, il nuovo nominativo del canale divenne TV Pública. Nell'aprile 2010 l'emittente ha lasciato l'analogico per fare il suo ingresso sul digitale terrestre. Dal 18 aprile 2016 la rete ha assunto l'attuale nome.

## Programmazione
La programmazione è varia, include programmi culturali ed educativi, notizie e propone soprattutto una particolare attenzione agli eventi sportivi.

## Loghi

### Dal 1951 al 1961
| Logo di LR3 Radio Belgrano Televisión dal 1951 al 1953 | Logo di LR3 Radio Belgrano Televisión dal 1953 al 1955 | Logo di LR3 Radio Belgrano Televisión dal 1955 al 1959 | Logo di LR3 Radio Belgrano Televisión dal 1959 al 1961 |
| 1951-1953                                              | 1953-1955                                              | 1955-1959                                              | 1959-1961                                              |

### Dal 1961 al 1970
| Logo di LS82 Canal 7 dal 1961 al 1962 | Logo di LS82 Canal 7 dal 1962 al 1964 | Logo di LS82 Canal 7 dal 1964 al 1965 | Logo di LS82 Canal 7 dal 1965 al 1966 | Logo di LS82 Canal 7 dal 1966 al 1967 | Logo di LS82 Canal 7 dal 1967 al 1970 |
| 1961-1962                             | 1962-1964                             | 1964-1965                             | 1965-1966                             | 1966-1967                             | 1967-1970                             |

### Dal 1970 al 1979
| Logo di LS82 Canal 7 dal 1970 al 1972 | Logo di LS82 Televisión Argentina Canal 7 dal 1972 al 1973 | Logo di LS82 Televisión Argentina Canal 7 dal 1973 al 1974 |           | Logo di Argentina 78 Televisora/Centro de Producción a colores Buenos Aires (A78TV) dal 1978 | Logo di LS82 Televisión Argentina Canal 7 dal 1978 al 1979 |
| 1970-1972                             | 1972-1973                                                  | 1973-1974                                                  | 1974-1978 | 1978                                                                                         | 1978-1979                                                  |

### Dal 1979 al 2000
|           |           |                      |      |           |
| 1979-1985 | 1985-1987 | 1987-1996; 1996-1998 | 1996 | 1998-2000 |

### Dal 2000 al 2010
| Logo di Argentina Televisora Color - ATC dal 2000 |           |           |           |           |           | Logo della Televisión Pública Argentina dal 2009 al 2010 |
| 2000                                              | 2000-2002 | 2002-2003 | 2003-2007 | 2007-2008 | 2008-2009 | 2009-2010                                                |

### Dal 2010 ad oggi
| Logo della Televisión Pública Argentina dal 2010 al 2014 |           | Logo della Televisión Pública Argentina dal 2016 al 2020 | Logo della Televisión Pública Argentina dal 2020 | Logo della Televisión Pública Argentina dal 2021 |
| 2010-2014                                                | 2014-2016 | 2016-2020                                                | 2020                                             | dal 2021                                         |